# Wieża widokowa na Trójmorskim Wierchu
Wieża widokowa na Trójmorskim Wierchu – wieża wybudowana w 2009 r. na Trójmorskim Wierchu.

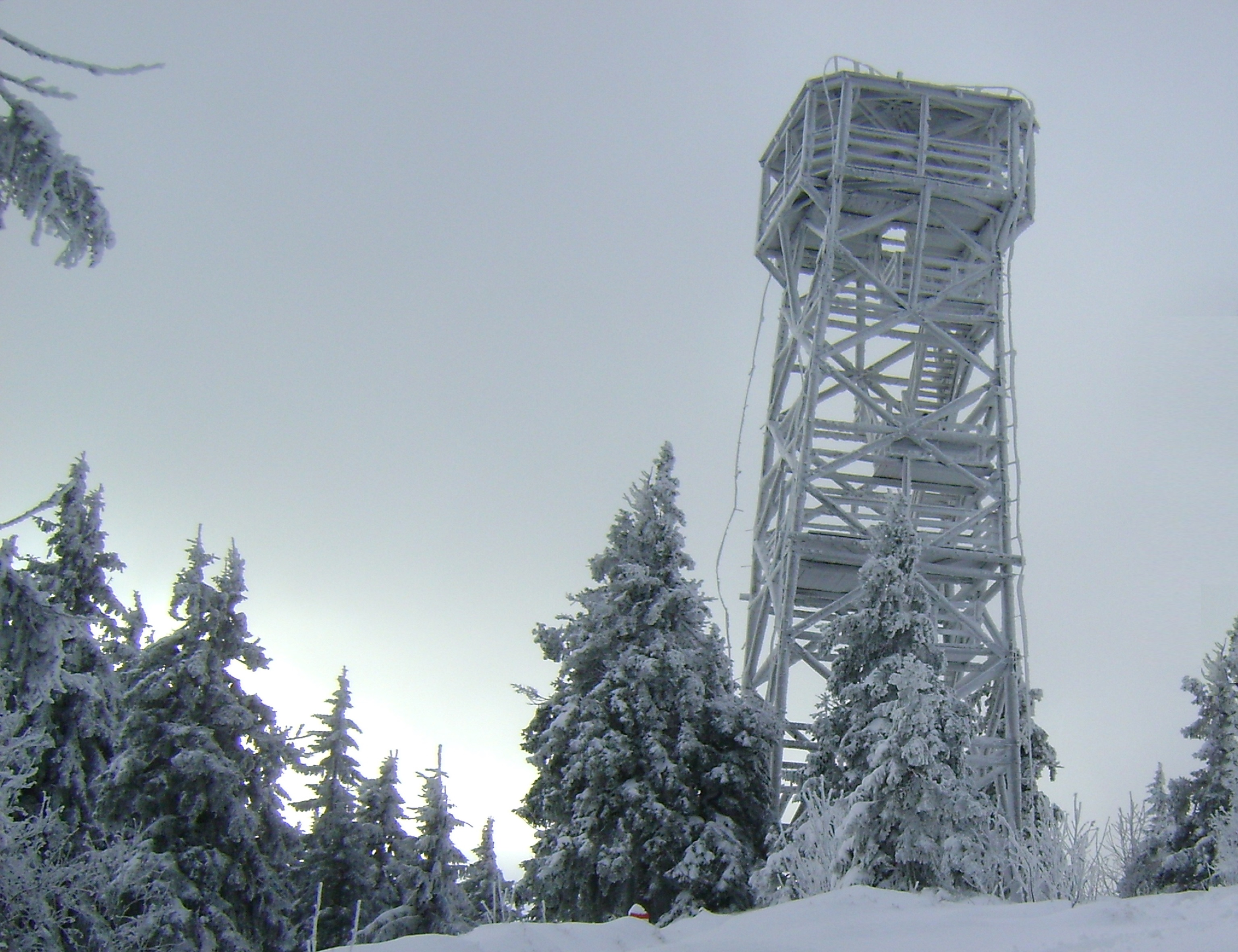
Wieża zimą

## Położenie
Wieża położona jest na Trójmorskim Wierchu, szczycie  w Masywie Śnieżnika w Sudetach Wschodnich o wysokości 1145 m n.p.m., leżący między Puchaczem a Jasieniem w granicznym grzbiecie, oddzielającym Polskę od Czech.

## Historia
Wybudowana w grudniu 2009 r., oddana do użytku turystów 8 maja 2010 r. Budowa drewnianej wieży widokowo-przeciwpożarowej o wysokości 25 m została dofinansowana ze środków Unii Europejskiej. Inwestorem była gmina Międzylesie. Całkowita wartość budowy wyniosła 164 972,40 zł, z czego UE przeznaczyła 109 815,62 zł.